# Gabala FK
Gabala FK (azerbajdzjanska: Qəbələ Futbol Klubu, Qabala Futbol Klubu) är en azerisk fotbollsklubb från regionen Qabala. Klubben spelar i Azerbajdzjans högstaliga, Azerbajdzjans Premier League, och har gjort det sedan säsongen 2006. Gabala spelar sina hemmamatcher på Gabala City Stadium som har en kapacitet på 2,000.

## Historik
Klubben grundades 3 juni 1995 under namnet Göy Göl och var baserade i regionen Yelenendorf. Klubben bytte namn 4 maj 2005 till Gilan och i augusti 2006 flyttade klubben till regionen Qabala i och med att de hade avancerat till högstaligan, Azerbajdzjans Premier League. Klubben bytte namn 31 augusti 2007 till klubbens nuvarande namn Gabala FK.

## Meriter
- AFF cupen: 2019, 2023

## Spelare
Den brasilianska spelaren Ricardinho som spelade sex säsonger i Malmö FF spelar i klubben sedan 2015.

### Spelartrupp
| Nr | Land            | Pos | Namn              |
| -- | --------------- | --- | ----------------- |
| 1  | Azerbajdzjan    | MV  | Anar Nazirov      |
| 2  | Azerbajdzjan    | F   | Amin Seydiyev     |
| 3  | Kroatien        | F   | Ivica Žunić       |
| 4  | Azerbajdzjan    | F   | Sadig Guliyev     |
| 5  | Azerbajdzjan    | F   | Rasim Ramaldanov  |
| 7  | Azerbajdzjan    | MF  | Roman Huseynov    |
| 8  | Azerbajdzjan    | MF  | Gismat Aliyev     |
| 9  | Georgien        | A   | Davit Volkovi     |
| 10 | Moçambique      | A   | Clésio            |
| 11 | Azerbajdzjan    | MF  | Asif Mammadov     |
| 13 | Elfenbenskusten | A   | Christian Kouakou |
| 14 | Azerbajdzjan    | A   | Ulvi Isgandarov   |
| 15 | Azerbajdzjan    | F   | Vusal Masimov     |

| Nr | Land         | Pos | Namn              |
| -- | ------------ | --- | ----------------- |
| 19 | Azerbajdzjan | MF  | Rovlan Muradov    |
| 20 | Azerbajdzjan | F   | Faig Hajiyev      |
| 21 | Spanien      | MF  | Fernań Ferreiroá  |
| 22 | Azerbajdzjan | F   | Rustam Nuruyev    |
| 28 | Azerbajdzjan | F   | Murad Musayev     |
| 36 | Azerbajdzjan | MV  | Elmaddin Sultanov |
| 53 | Azerbajdzjan | F   | Khayal Muradov    |
| 55 | Azerbajdzjan | MF  | Idris Ingilabli   |
| 74 | Azerbajdzjan | F   | Yusif Nabiyev     |
| 77 | Georgien     | MF  | Merab Gigauri     |
| 94 | Azerbajdzjan | MV  | Tarlan Ahmadli    |
| 99 | Azerbajdzjan | MF  | Veysal Rzayev     |

### Utlånade spelare
| Nr | Land         | Pos | Namn                             |
| -- | ------------ | --- | -------------------------------- |
|    | Azerbajdzjan | F   | Yusif Nabiyev (till Sumgayit FK) |

## Resultat

### Inhemska ligan
| Säsong    | Liga | Liga | Liga | Liga | Liga | Liga | Liga | Liga | Liga | Azerbadjanska cupen | Bäste målskytt | Bäste målskytt | Tränare                    |
| Säsong    | Div  | Pos  | S    | V    | O    | F    | GM   | IM   | P    | Azerbadjanska cupen | Namn           | Liga           | Tränare                    |
| --------- | ---- | ---- | ---- | ---- | ---- | ---- | ---- | ---- | ---- | ------------------- | -------------- | -------------- | -------------------------- |
| 2005/2006 | 2    | 1    | 30   | 22   | 6    | 2    | 72   | 14   | 72   | 16-delsfinal        | R.Ahmadov      | 18             | Jabbarov                   |
| 2006/2007 | 1    | 11   | 24   | 4    | 4    | 16   | 17   | 47   | 16   | 16-delsfinal        | Garaev         | 4              | Mammadov                   |
| 2007/2008 | 1    | 6    | 26   | 11   | 3    | 12   | 33   | 36   | 36   | Semifinal           | Balamestny     | 8              | Mammadov                   |
| 2008/2009 | 1    | 10   | 26   | 9    | 6    | 11   | 28   | 21   | 33   | Semifinal           | K.Karimov      | 6              | Mammadov                   |
| 2009/2010 | 1    | 6    | 42   | 15   | 14   | 14   | 42   | 48   | 56   | 1:a omgången        | Stolpa         | 7              | Mammadov                   |
| 2010/2011 | 1    | 7    | 32   | 13   | 12   | 7    | 31   | 18   | 51   | Kvartsfinal         | Burton         | 9              | Adams                      |
| 2011/2012 | 1    | 5    | 32   | 15   | 7    | 10   | 43   | 32   | 52   | Kvartsfinal         | Dodô, Kamanan  | 9              | Adams / Kavlak             |
| 2012/2013 | 1    | 6    | 32   | 10   | 8    | 14   | 32   | 40   | 38   | Kvartsfinal         | Mendy, Assis   | 6              | Kavlak / Mammadov / Aragón |
| 2013/2014 | 1    | 3    | 36   | 18   | 7    | 11   | 48   | 36   | 61   | Tvåa                | Subotić        | 12             | Semin                      |
| 2014/2015 | 1    | 3    | 32   | 15   | 9    | 8    | 46   | 35   | 54   | Kvartsfinal         | J.Huseynov     | 11             | Munteanu / Hryhorchuk      |
| 2015/2016 | 1    | 3    | 36   | 16   | 11   | 9    | 44   | 28   | 59   | Semifinal           | Gai            | 10             | Hryhorchuk                 |

### Europaspel
| Säsong    | Tävling       | Omgång    | Klubb             | Hemma | Borta | Totalt   |
| --------- | ------------- | --------- | ----------------- | ----- | ----- | -------- |
| 2014/2015 | Europa League | 1:a omg   | Široki Brijeg     | 0–2   | 0–3   | 0–5      |
| 2015/2016 | Europa League | 1:a omg   | Dinamo Tbilisi    | 2–0   | 1–2   | 3–2      |
| 2015/2016 | Europa League | 2:a omg   | Čukarički         | 2–0   | 0–1   | 2–1      |
| 2015/2016 | Europa League | 3:e omg   | Apollon Limassol  | 1–0   | 1–1   | 2–1      |
| 2015/2016 | Europa League | Playoff   | Panathinaikos     | 0–0   | 2–2   | 2–2 (bm) |
| 2015/2016 | Europa League | Gruppspel | Borussia Dortmund | 1–3   | 0–4   | 4:e      |
| 2015/2016 | Europa League | Gruppspel | PAOK              | 0–0   | 0–0   | 4:e      |
| 2015/2016 | Europa League | Gruppspel | Krasnodar         | 0–3   | 1–2   | 4:e      |
| 2016/2017 | Europa League | 1:a omg   | Samtredia         | 5–1   | 1–2   | 6–3      |
| 2016/2017 | Europa League | 2:a omg   | MTK Budapest      | 2–0   | 2–1   | 4–1      |
| 2016/2017 | Europa League | 3:e omg   | Lille             | 1–0   | 1–1   | 2–1      |
| 2016/2017 | Europa League | Playoff   | Maribor           | 3–1   | 0-1   | 3–2      |